# Wilhelm Stadel
Wilhelm Friedrich Stadel, detto Willi (Costanza, 9 luglio 1912 – Ravensburg, 23 marzo 1999), è stato un ginnasta tedesco.

## Palmarès

### Olimpiadi
- Oro a Berlino 1936 nel concorso a squadre.